# Səbirə Əliyeva
Səbirə Əliyeva (ur. 25 września 1995) – azerska zapaśniczka walcząca w stylu wolnym. Zajęła szesnaste miejsce na mistrzostwach świata w 2019. Brązowa medalistka mistrzostw Europy w 2018. Wicemistrzyni igrzysk Solidarności Islamskiej w 2017. Piąta na igrzyskach europejskich w 2019. Mistrzyni świata juniorów w 2014, druga w 2015, a trzecia w 2013. Mistrzyni Europy juniorów w 2013 i 2015 roku.